# تئاتر آذربایجانی
تئاتر آذربایجانی عنصر خلاقیت و از هنرهای مردمان آذربایجانی به‌شمار می‌رود. تئاتر ملی آذربایجانی در نیمه دوم قرن نوزدهم، بر اساس یک کمدی توسط میرزا فتحعلی آخوندزاده، اولین نمایشنامه نویس، متفکر برجسته و فیلسوف آذربایجانی سرچشمه گرفته بود. نخستین تئاتر به زبان ترکی آذربایجانی در تاریخ ۲۳ مارس سال ۱۸۷۳ توسط حسن بیگ زردابی و نجف بیگ وزیروف به اجرا درآمد. در تئاتر آذربایجانی نمایش‌نامه حول موضوعاتی از قبیل سنت‌های عروسی، بهار و زمستان، عید نوروز و… می‌باشد. از سایر مواردی که در تئاتر آذربایجانی بدان تکیه می‌شود، روند نابرابر و بی‌عدالتی است و رقص نیز در شکل‌گیری تئاتر آذربایجانی نقشی بسزا ایفا می‌کند. در طول یک قرن گذشته تئاتر آذربایجانی وارد دریچه مذهبی نیز شده‌است که صحنه‌های ماه محرم و فاجعه عاشورا به صورت نمادین از مشهورترین اجراهای اینگونه هنر می‌باشد.

## نگارخانه
چهار اپرای معروف تئاتر آذربایجانی

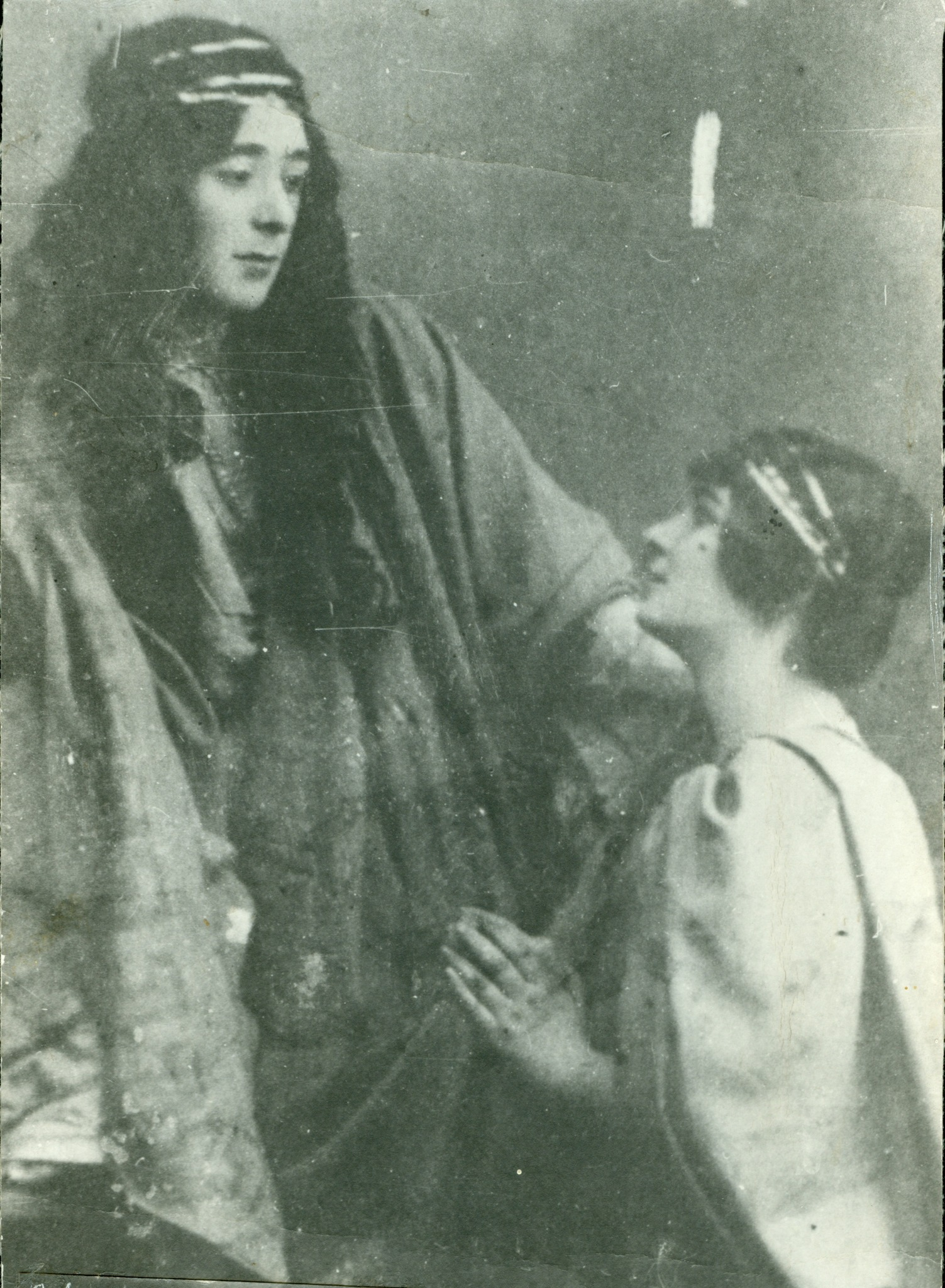
احمد آغدامسکی در اپرای لیلی و مجنون ۱۹۰۸.
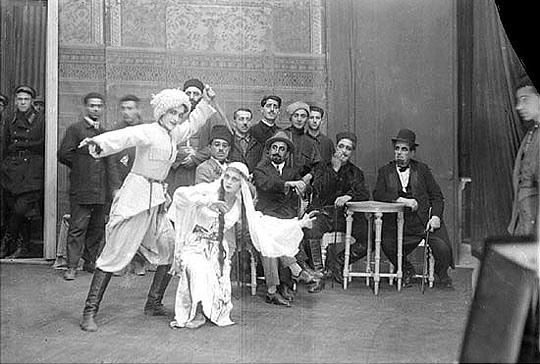
سکانسی از اپرای مشهدی عباد در ۱۹۱۱.
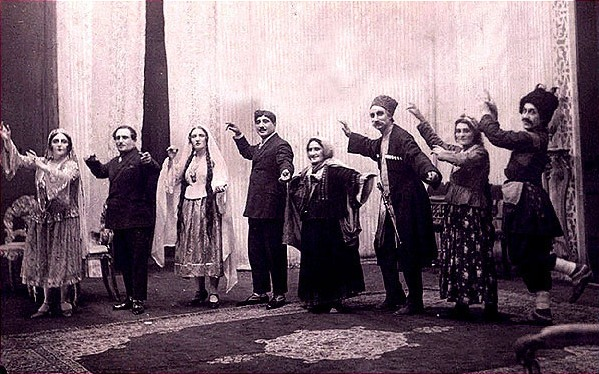
سکانسی از اپرای آرشین مال آلان در آکادمی ملی اپرا و تئاتر آذربایجان ۱۹۲۹.
تمبر پستی اپرای کوراوغلو در آکادمی ملی اپرا و تئاتر آذربایجان ۱۹۳۷.

چهره‌ها و اجراکننده‌های تأثیرگذار و سرشناس تئاتر آذربایجانی

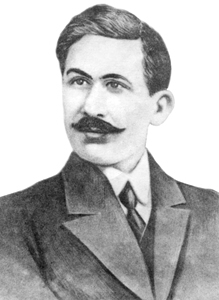
عباس صحت
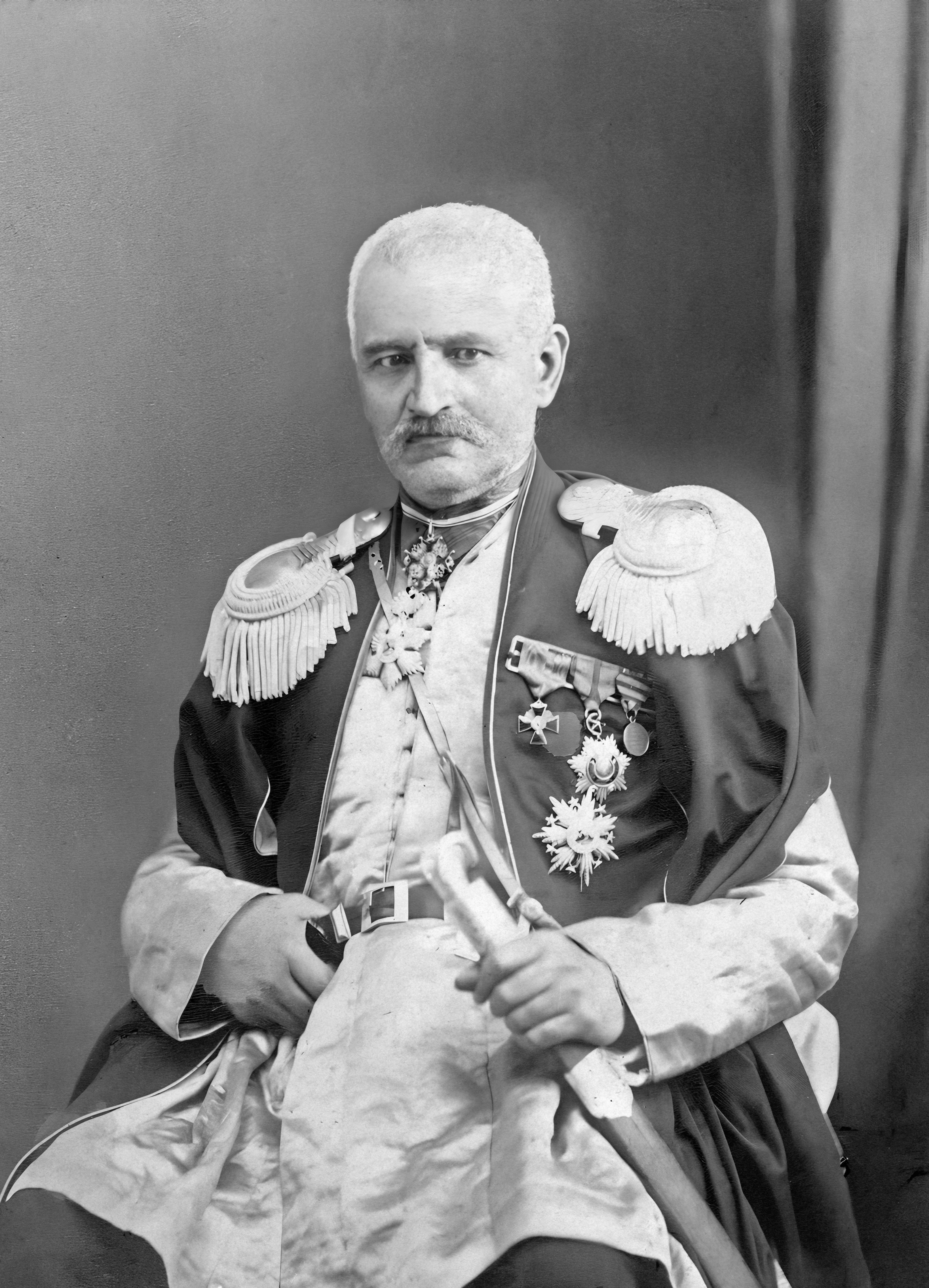
میرزا فتحعلی آخوندزاده.
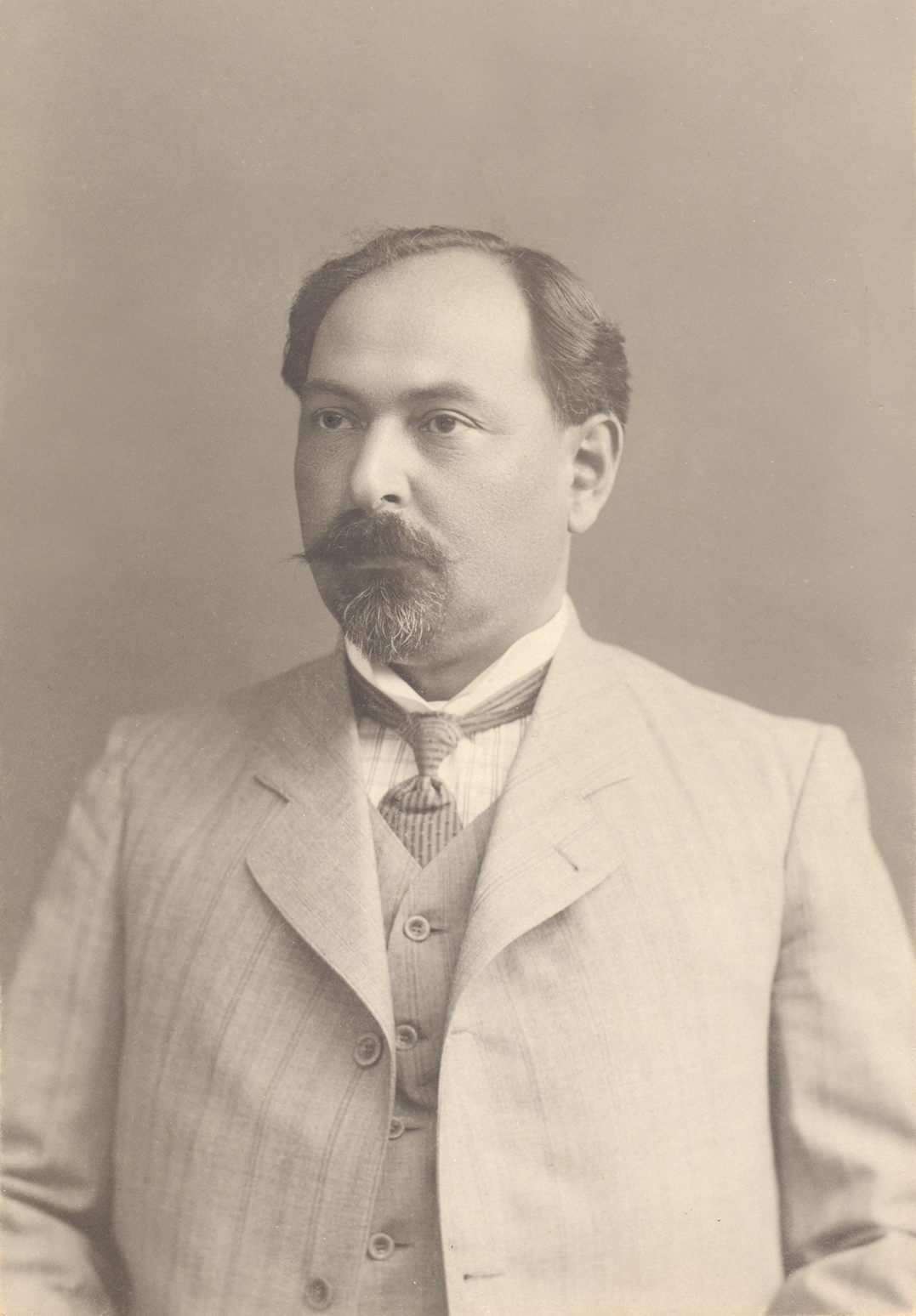
نریمان نریمانف
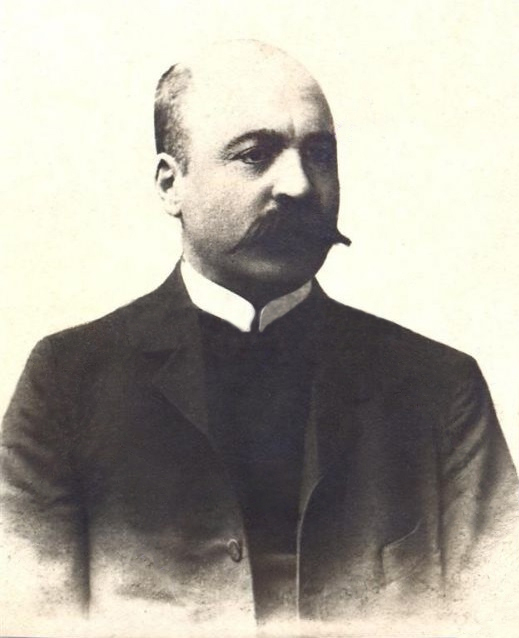
جلیل محمدقلی‌زاده
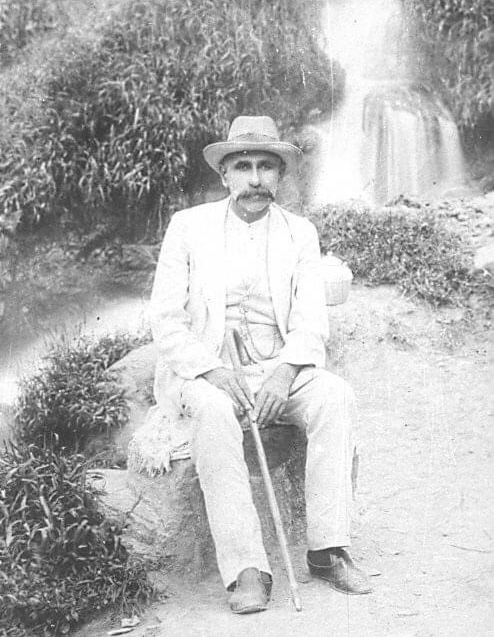
هاشم بیگ وزیروف
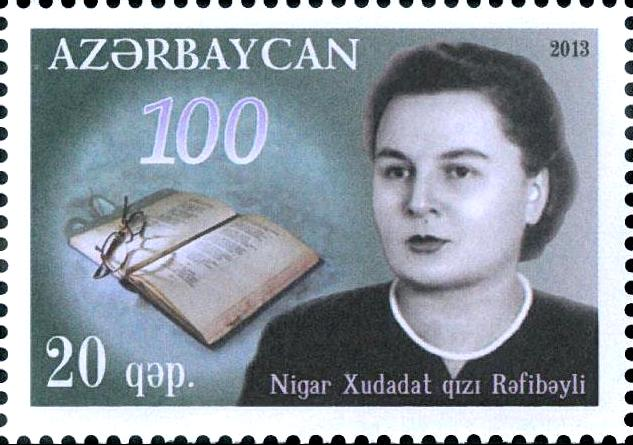
نگار رفیع‌بیگلی

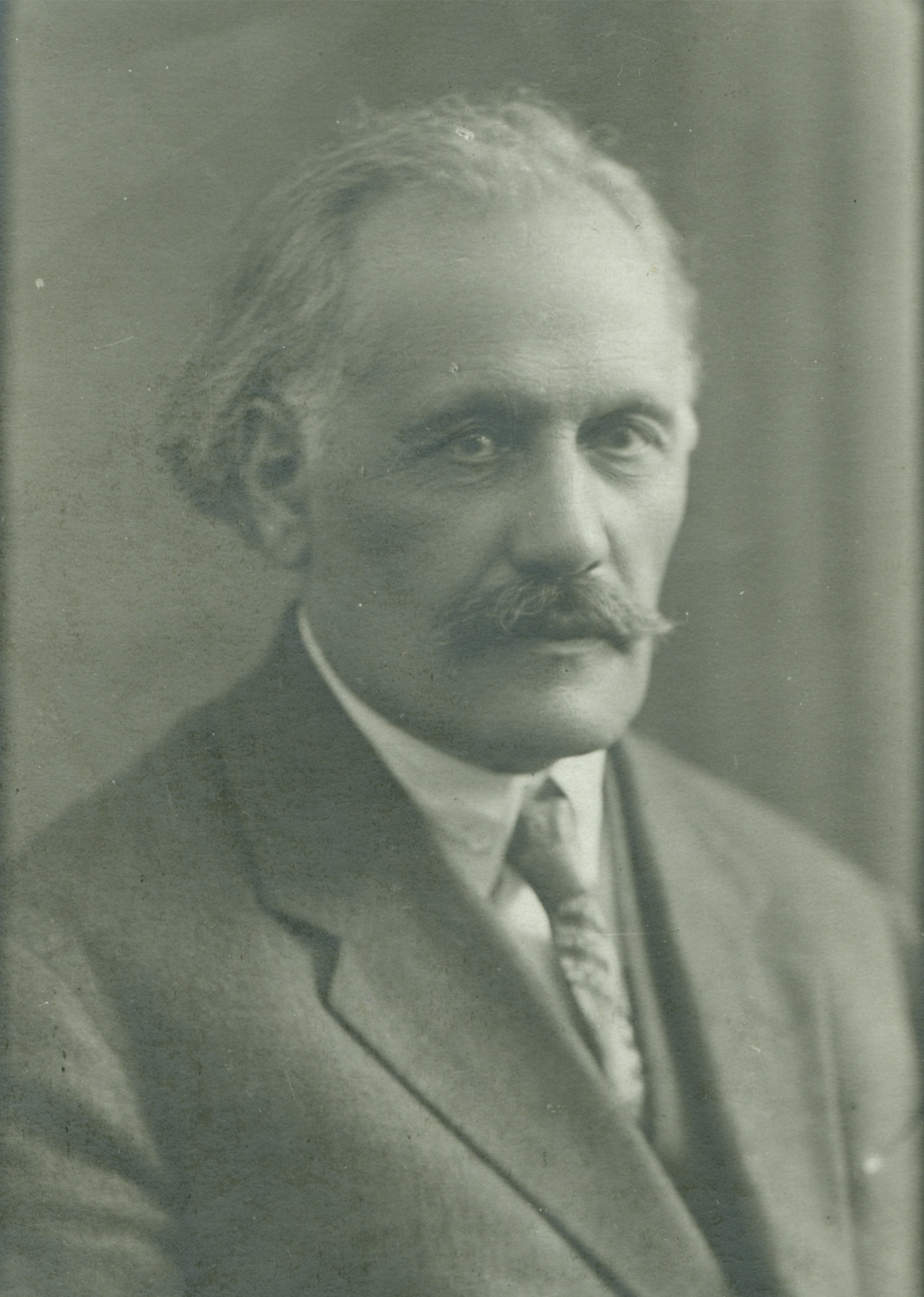
عبادالرحیم بیگ حق‌وردیف
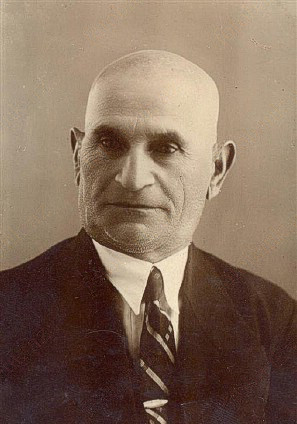
سلیمان ثانی آخوندوف
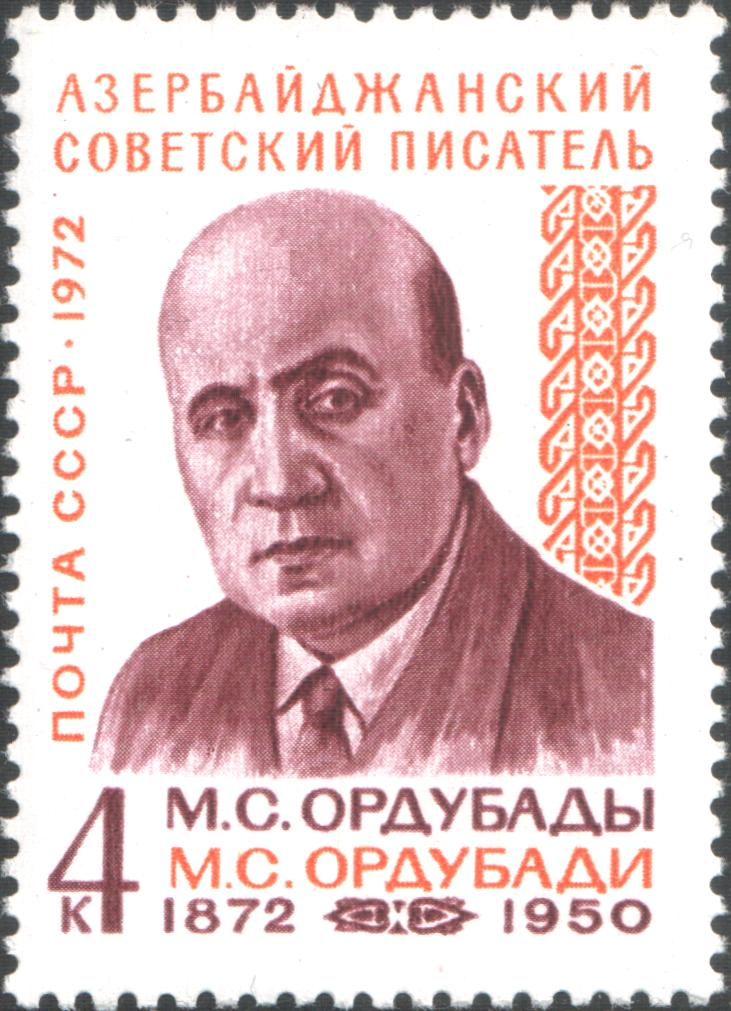
محمد سعید اردوبادی
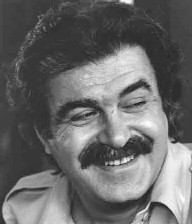
غلامحسین ساعدی نویسنده نمایش‌نامه قوردلار در سال ۱۳۵۲